# Alkonyat – Újhold (film)
Az Alkonyat – Újhold (eredeti cím: The Twilight Saga: New Moon) 2009-es amerikai film romantikus-fantasyfilm. Az Alkonyat-saga filmsorozat második filmje, a 2008-as Alkonyat folytatása. Rendezője Chris Weitz, főszereplői Kristen Stewart, Robert Pattinson és Taylor Lautner.

## Cselekmény
Bella Swan 18. születésnapján a vámpír Cullenéknél rendezett születésnapi ünnepségen a lány véletlenül megvágja magát az egyik ajándék csomagolásával, és a kibuggyanó vér látványa megőrjíti a még friss vegetáriánus Jaspert, aki rátámad a lányra. Edward Cullen, Bella szerelme, ellöki a lányt Jasper útjából, de Bella olyan szerencsétlenül esik, hogy az összetörő üvegdarabok megvágják a karját. Sebét a családfő, Carlisle ölti össze, miközben elmeséli Bellának, hogy Edward azért nem akarja átváltoztatni a lányt vámpírrá, mert úgy hiszi, a vámpírok kárhozottak, és nem akarja kockáztatni a lány lelki üdvösségét. A baleset után a magába roskadt Edward hazaviszi a lányt, másnap azonban nem jelenik meg az iskolában.
Később sétára hívja a lányt az erdőbe, ahol közli vele, hogy a család elhagyja Forksot, mert Carlisle-nak már 10 évvel idősebbnek kellene kinéznie. Mikor Bella közli, velük megy, Edward elutasítja a lányt és azt mondja neki, hogy nincs rá szüksége, és soha többé nem fogja őt látni, majd otthagyja a döbbent Bellát az erdőben. A lány hisztérikus keresésbe kezd, s közben besötétedik, Bella pedig magán kívül a földre kuporodik. Charlie a várost is mozgósítja a lány keresésére, s végül az egyik kvilájúta indián, Sam Uley bukkan rá és viszi haza.

Edward Cullen, Bella Swan (balra) valamint Alice Cullen (jobb szélen) a Volturi társaságában Volterrában

Bella hónapokig depresszióval küzd, ki sem mozdul a házból, rémálmok gyötrik és leveleket ír Alice Cullen nem létező e-mail-címére. Végső elkeseredésében Charlie megkéri, költözzön az anyjához, Bella azonban nem hajlandó. Hogy meggyőzze Charlie-t arról, hogy jobban van, mozizni hívja Jessicát, a mozi után hazafelé tartva azonban belebotlanak egy motoros bandába. Bella emlékszik rá, hogyan védte meg Edward korábban Port Angelesben egy hasonló szituációban, ezért elindul a veszélyesnek tűnő férfiak felé. Útközben Edward „szelleme” jelenik meg neki, figyelmeztetve, hogy forduljon vissza. Bella azonban felül az egyik motoros mögé, és elhajtanak. A száguldás közben Bella többször is látja Edwardot, s rádöbben, ha veszélyes helyzetbe kerül, láthatja a fiú szellemét, ezért keresni kezdi a veszélyt. Motorroncsokat vásárol a szeméttelepen és elviszi Jacob Blackhez, s megkéri a fiút, segítsen rendbe hozni őket. Jacob hajlandó segíteni, s a motorépítés közben barátságuk elmélyül. Jacob többet is érez a lány iránt, Bella azonban értésére adja egy közös mozizás után, hogy részéről ez csak barátság. Jacob megígéri a lánynak, hogy ő sosem fogja úgy megbántani, mint Edward.
Nem sokkal később Jacob eltűnik, az apja szerint lázas betegségben szenved, s nem tud Bellával beszélni sem. Bella egy idő után nem bírja tovább, és elmegy Blackékhez. Az esőben megpillantja a félmeztelen Jacobot. A fiú levágatta hosszú haját és tetoválást készíttetett. Bella kérdőre vonja, mire Jacob figyelmezteti a lányt, hogy menjen el, mert baja eshet. Mindeközben a bosszúra éhes Victoria, akinek párját Cullenék ölték meg korábban, fel-felbukkan Forks környékén, ám a farkasok mindannyiszor elüldözik. Bella nem sokkal később felfedezi, hogy Jacob farkassá képes változni.
Végső elkeseredésében Bella, hogy még egyszer láthassa Edwardot, a parti sziklákról készül aláugrani, miközben Charlie és az emberei a farkasok nyomát kutatják az erdőben, és Victoria is felbukkan újra, s szívrohamot idéz elő a Charlie-val az erdőt átfésülő Harry Clearwaternél, aki meghal. Bella leugrik, és sikeresen megússza a kalandot, amikor a vízben felbukkan Victoria. A pániktól megzavarodott Bella a szikláknak ütközik és elmerül. Jacob húzza ki a partra, Victoria pedig egyelőre feladja a vadászatot. Mikor Jacob hazaviszi Bellát, a lány megpillantja Carlisle kocsiját a közelben, és azt hiszi, Cullenék hazatértek. Jacob könyörög neki, hogy ne menjen be a házba, hátha csapda, ám a lány nem hallgat rá. A házban Alice-szel találkozik, aki látomásában látta, hogy Bella leugrik a sziklákról, de nem látta, hogy kihúzták, ezért tért vissza. Miközben Jacob Bellát faggatja Cullenék visszatérésének eshetőségeiről, és megpróbálja megcsókolni a lányt, megcsörren a telefon. Jacob veszi fel, majd közli a telefonálóval, hogy Charlie temetést rendez. Alice elmondja Bellának, hogy a telefonáló Edward volt, akivel Rosalie közölte, miért utazott Alice Forksba. A Bellát halottnak gondoló Edward teljesen összeroppan a hír súlya alatt, és Olaszországba utazik a Volturihoz, megkérni őket, hogy öljék meg.
Alice és Bella sebtében Olaszországba repülnek, hogy megállítsák Edwardot. A Volturi visszautasítja Edward kérését, ezért a fiú úgy dönt, kikényszeríti a vámpírrendőrökből a gyilkosságot, azzal, hogy felfedi magát az emberek előtt. Bella és Alice épp időben érkeznek ahhoz, hogy a lánynak sikerüljön ellöknie a félmeztelen Edwardot a nap elől, mielőtt a Volterrában ünneplő tömeg észrevehetné, hogy csillog a bőre a napfényben. Edward bevallja a lánynak, hogy nem azért akart öngyilkos lenni, mert bűntudata volt Bella feltételezett öngyilkossága miatt, hanem mert nem tudott azzal a gondolattal létezni, hogy szerelme már nem él. A Volturi magához szólítja a párt és a megérkező Alice-t. Aro, a Volturi vezetője megpróbál olvasni Bella gondolataiban, de ugyanúgy nem sikerül neki, ahogy Edwardnak sem. Jane, a Volturi testőrség tagja is megpróbálja használni az erejét Bellán: fizikai fájdalmat akar okozni neki az elméjével, de ő sem jár sikerrel. Bár Arot lenyűgözi Bella képessége, úgy dönt, a lánynak pusztulnia kell, mert veszélyt jelent a vámpírok titkára. Edward harcba száll Felix-szel, akit Aro utasít Bella megölésére. Felix legyőzi Edwardot, és Aro felkészül rá, hogy letépje a fiú fejét, de Bella kétségbeesett könyörgése megállítja: lenyűgözi a gondolat, hogy egy ember hajlandó lenne meghalni is egy vámpírért. Úgy dönt, maga változtatja át Bellát, azonnal, Alice azonban közli vele, hogy már látta Bellát vámpírként, és ő maga fogja később átváltoztatni. A kissé csalódott Aro elengedi a fiatalokat, Caius, a Volturi másik tagja pedig közli, hogy siessenek Bella átváltoztatásával, mert a Volturi nem ad második esélyt.
Bella, Edward és Alice hazatérnek Forksba, Edward elmondja Bellának, hogy azért hagyta el, mert azt akarta, hogy esélye legyen a lánynak a normális életre. Bella ragaszkodik a vámpírrá váláshoz, amit Edward továbbra is ellenez, ezért Bella szavazásra bocsátja a dolgot: Rosalie és Edward kivételével mindenki mellé áll. Az átváltoztatás időpontját érettségi utánra tűzik ki. Jacob még utoljára figyelmezteti Edwardot, hogy ha megszegik a kvilájúta farkasokkal kötött egyezményt (amennyiben megharapnak egy embert), akkor kénytelenek lesznek támadni. Bella értésére adja a fiúnak, hogy Edwardot szereti. Bella megkéri Edwardot, hogy ő változtassa át vámpírrá. Edward azt a feltételt szabja, hogy a lánynak előbb feleségül kell mennie hozzá.

## Szereplők
| Szereplő            | Színész               | Magyar hang        |
| ------------------- | --------------------- | ------------------ |
| Bella Swan          | Kristen Stewart       | Csuha Borbála      |
| Edward Cullen       | Robert Pattinson      | Szvetlov Balázs    |
| Jacob Black         | Taylor Lautner        | Gacsal Ádám        |
| Charlie Swan        | Billy Burke           | Huszár Zsolt       |
| Alice Cullen        | Ashley Greene         | Bogdányi Titanilla |
| Dr. Carlisle Cullen | Peter Facinelli       | Anger Zsolt        |
| Esme Cullen         | Elizabeth Reaser      | Peller Anna        |
| Emmet Cullen        | Kellan Lutz           | Nagypál Gábor      |
| Rosalie Hale        | Nikki Reed            | Bánfalvi Eszter    |
| Jasper Hale         | Jackson Rathbone      | Simonyi Balázs     |
| Victoria            | Rachelle Lefevre      | Nem szólal meg     |
| Laurent             | Edi Gathegi           | Simon Kornél       |
| Aro Volturi         | Michael Sheen         | Alföldi Róbert     |
| Caius Volturi       | Jamie Campbell Bower  |                    |
| Marcus Volturi      | Christopher Heyerdahl |                    |
| Demetri             | Charlie Bewley        | Dévai Balázs       |
| Jane                | Dakota Fanning        | Földes Eszter      |
| Alec                | Cameron Bright        |                    |
| Sam Uley            | Chaske Spencer        | Welker Gábor       |
| Quil Ateara         | Tyson Houseman        | Szabó Máté         |
| Embry Call          | Kiowa Gordon          | Berkes Bence       |
| Paul                | Alex Meraz            | Géczi Zoltán       |
| Jared               | Bronsn Pelletier      | Szabó Kimmel Tamás |
| Mike Newton         | Michael Welch         | Molnár Levente     |
| Jessica Stanley     | Anna Kendrick         | Csifó Dorina       |
| Angela Weber        | Christian Serratos    | Györfi Anna        |
| Eric Yorkie         | Justin Chon           | Hamvas Dániel      |
| Billy Black         | Gil Birmingham        | Borbiczki Ferenc   |
| Harry Clearwater    | Graham Greene         | Cs. Németh Lajos   |
| Emily               | Tinsel Korey          |                    |

## Díjak és jelölések
World Soundtrack Awards (2010)
- díj – év legjobb filmzeneszerzője – Alexandre Desplat

MTV Movie Awards (2010)
- díj: legjobb női alakítás – Kristen Stewart
- díj: legjobb csók – Kristen Stewart, Robert Pattinson
- díj: legjobb férfi alakítás – Robert Pattinson
- jelölés: legjobb férfi alakítás – Taylor Lautner
- díj: legjobb film

Empire Awards, Egyesült Királyság (2010)
- jelölés: legjobb színész – Robert Pattinson
- jelölés: legjobb újonc – Anna Kendrick

National Movie Awards (2010)
- díj: legjobb fantasy
- díj: legjobb alakítás – Robert Pattinson
- jelölés: legjobb fantasy – Taylor Lautner

People’s Choice Awards (2010)
- díj: kedvenc feltörekvő moziszínész – Taylor Lautner
- díj: kedvenc csapat a vásznon – Kristen Stewart, Robert Pattinson, Taylor Lautner
- jelölés: kedvenc moziszínész – Robert Pattinson
- jelölés: kedvenc moziszínésznő – Kristen Stewart

Szaturnusz-díj (2010)
- jelölés: legjobb horrorfilm
- jelölés: legjobb fiatal színész – Taylor Lautner

Teen Choice Awards (2010)
- díj: kedvenc csók – Kristen Stewart, Robert Pattinson
- díj: legjobb vonzalom/Kedvenc pár – Kristen Stewart, Robert Pattinson
- díj: kedvenc színész: Fantasy/Sci-Fi – Taylor Lautner
- díj: kedvenc színésznő: Fantasy/Sci-Fi – Kristen Stewart
- díj: kedvenc női mellékszereplő – Ashley Greene
- díj: kedvenc férfi mellékszereplő – Kellan Lutz
- díj: kedvenc gonosztevő – Rachelle Lefevre
- díj: kedvenc film: Fantasy

Kids' Choice Awards, Egyesült Államok (2010)
- díj: legaranyosabb pár – Kristen Stewart, Taylor Lautner
- díj: kedvenc moziszínész – Taylor Lautner
- jelölés: legaranyosabb pár – Kristen Stewart, Robert Pattinson
- jelölés: kedvenc mozifilm

Kids' Choice Awards, Ausztrália (2010)
- jelölés: kedvenc mozisztár – Robert Pattinson

Young Artist Award – Fiatal Művészek Díja (2010)
- jelölés: legjobb alakítás – Taylor Lautner

ShoWest Fandango Fan Choice Awards (2010)
- díj: 2009 Legjobb filmje

Arany Málna díj (2010)
- jelölés: legrosszabb férfi epizódszereplő – Robert Pattinson
- jelölés: legrosszabb forgatókönyv – Melissa Rosenberg
- jelölés: legrosszabb remake vagy folytatás
- jelölés: legrosszabb páros – Kristen Stewart, Robert Pattinson, Taylor Lautner